# Phillip Böhm
Phillip Böhm (* 12. Februar 2002 in Weiden in der Oberpfalz) ist ein deutscher Fußballtorwart, der seit der Saison 2025/26 beim SC Austria Lustenau unter Vertrag steht.

## Leben
Böhm wuchs im Regensburger Stadtteil Prüfening auf und durchlief die Jugendmannschaften des SSV Jahn Regensburg. Ab 2021 war er Teil des Kaders der zweiten Mannschaft der Regensburger und absolvierte in den folgenden zwei Saisons insgesamt 38 Einsätze in der Bayernliga. 2023 wechselte er zum Ligakonkurrenten VfB Eichstätt, wo er für den Großteil der Saison als Nummer eins fungierte und in der Liga zu 24 Einsätzen kam. Mit den Eichstättern qualifizierte er sich für die Relegationsspiele zur Regionalliga Bayern, wo die Mannschaft sich in der 1. Runde dem FC Memmingen geschlagen geben musste.
Zur Saison 2024/25 wechselte Böhm zum Drittligisten Dynamo Dresden, bei dem Böhm hinter Tim Schreiber und Daniel Mesenhöler als dritter Torwart fungierte. Zu seinem Drittligadebüt kam er am 38. Spieltag beim 3:0-Sieg gegen die SpVgg Unterhaching, als er in der 71. Minute für Schreiber eingewechselt wurde. Mit den Dresdnern schaffte er den Aufstieg in die 2. Bundesliga, sein zum Saisonende auslaufender Vertrag wurde nicht verlängert.
Daraufhin wechselte Böhm zur Saison 2025/26 zum österreichischen Zweitligisten SC Austria Lustenau.

## Erfolge
Dynamo Dresden
- Aufstieg in die 2. Bundesliga: 2025